# San Antonio la Pitahaya
San Antonio la Pitahaya är en ort i Mexiko.   Den ligger i kommunen Bochil och delstaten Chiapas, i den sydöstra delen av landet, 700 km öster om huvudstaden Mexico City. San Antonio la Pitahaya ligger 1 541 meter över havet och antalet invånare är 243.
Terrängen runt San Antonio la Pitahaya är kuperad åt sydost, men åt nordväst är den bergig. Runt San Antonio la Pitahaya är det ganska tätbefolkat, med 108 invånare per kvadratkilometer. Närmaste större samhälle är Bochil, 8,8 km öster om San Antonio la Pitahaya. I omgivningarna runt San Antonio la Pitahaya växer huvudsakligen savannskog.